# Amalrico III de Narbona
Amalrico III de Narbona (em francês: Amalric III) foi um governante de Narbona com origem na Casa de Lara que governou o viscondado de Narbona entre 1336 e 1341. O seu governo foi antecedido pelo de Emérico V de Narbona e foi seguido pelo de Guilherme I de Narbona. 